# Maki Ryōko

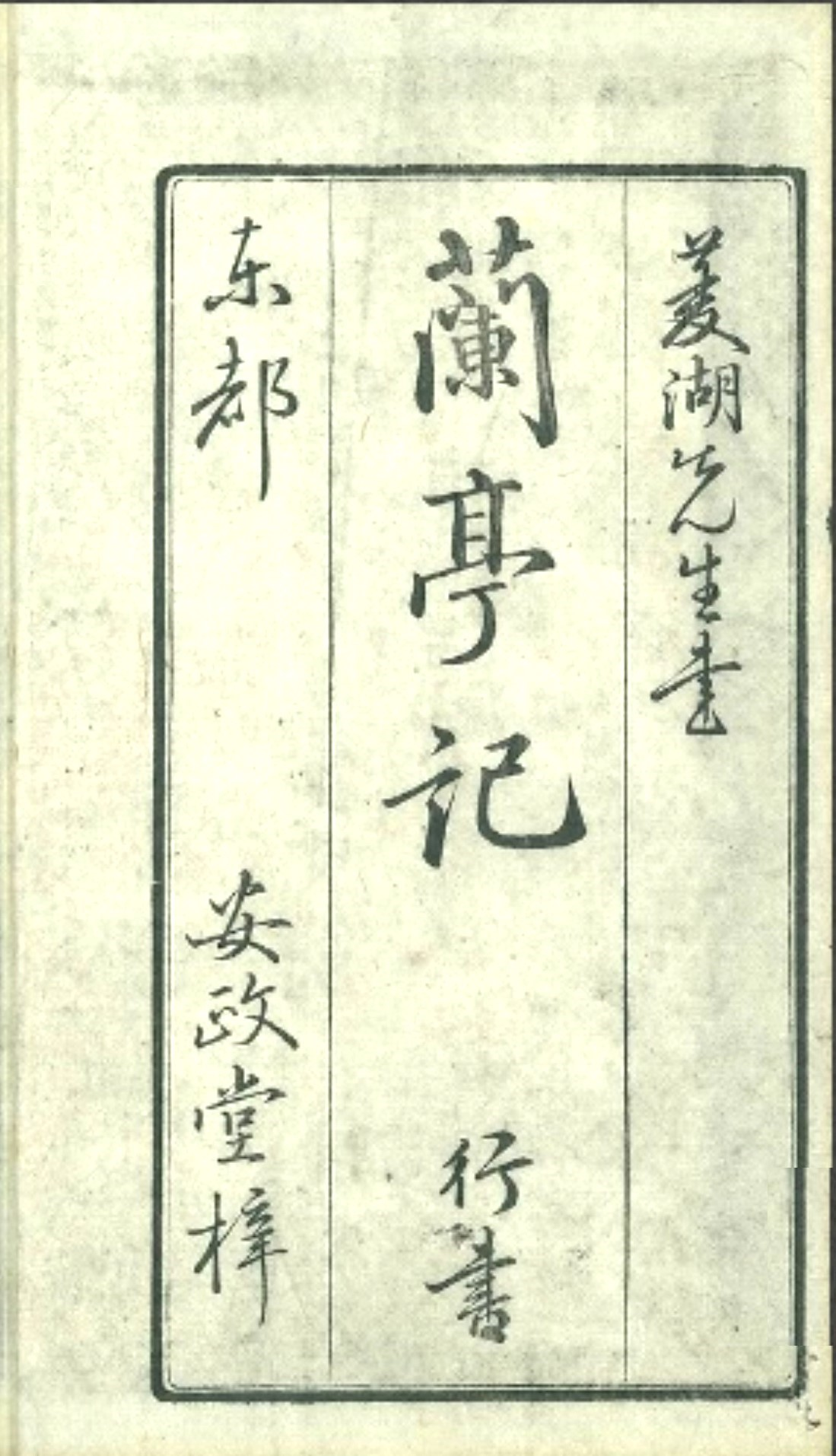
Rantei-ki, Einband

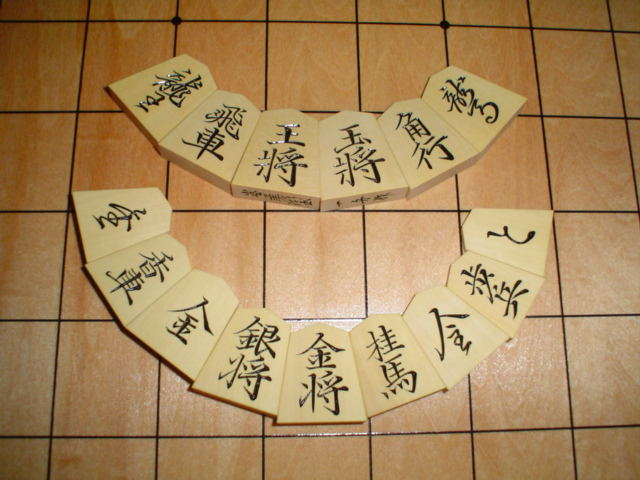
Shōgi-Steine

Maki Ryōko (japanisch 巻 菱湖; geboren 1777 in Echigomaki, Provinz Echigo; gestorben 7. April 1843 in Edo, Provinz Musashi) war ein japanischer Kalligraph der späten Edo-Zeit.

## Leben und Wirken
Maki Ryōko hieß eigentlich Maki Tainin (巻 大任), sein Rufname war Chien (致遠), gewöhnlicher wurde er Uuchi (右内) gerufen. Er führte die „Gō“ Kōsai (弘斎) und Ryōko (菱湖). Sein ursprünglicher Familienname war Koyama (小山). Nach dem Namen seines Geburtsortes wurde er „Maki“ genannt.
Maki war ein Schüler des konfuzianischen Gelehrten Kameda Bōsai (1752–1826) und studierte verschiedene Bücher, besonders gut war er jedoch in der Kalligraphie und Poesie. Die Kalligraphie der Zeit basierte auf den Vorbildern der chinesischen Gelehrten Zhao Zigang (趙子昂) und Dong Qichang (1555–1636) sowie auf den alten und modernen Rechtsbüchern. Darüber hinaus beschäftigte er sich intensiv mit der Kalligraphie, um die Kalligraphie der Shin- und Tang-Dynastie zu erlernen. Er etablierte seinen eigenen  Karayō-(唐様)-Kalligraphiestil, also einen Stil, der sich an die chinesische Kalligraphie der Tang-Zeit anlehnt.
1838 eröffnete Maki eine eigene Kalligraphie-Schule namens „Shoendō“ (蕭遠堂). 1846 verfasste er das Lehrbuch „Kochūshuū“ (篋中集).
Er verbesserte die Darstellung der Schriftzeichen von Kai (楷), Gyō (行), Sō (草), Ten (篆) und Rei (隷), was auf dem Studium von „Shuōwén jiězì“ (説文解字) und anderen Schriften basierte. Er hinterließ Bücher wie „Jūtai Genryū“ (十体源流). Er hatte viele Schüler, darunter Ubukata Teisai (生方 鼎斎; 1799–1856), Hagiwara Shūgan (萩原 秋巌; 1803–1877) und Nakazawa Setsujō (中沢 雪城; 1808–1866), aber seine Schriften verbreiteten sich hauptsächlich unter dem einfachen Volk und hatten großen Einfluss auf spätere Generationen.
Zusammen mit Nukina Kaioku (1778–1863) und Ichikawa Beian (1779–1858) gilt er als einer der „Drei Pinsel des Bakumatsu“ (幕末三筆, Bakumatsu sampitsu).